# Sophonisba Breckinridge
Sophonisba Preston Breckinridge (a veces también Breckenridge) (Lexington, Kentucky, 1 de abril de 1866-Chicago, 30 de julio de 1948) fue una abogada y activista estadounidense que se destacó como reformadora social, científica social e innovadora en la educación superior.
Fue miembro de la Liga Internacional de Mujeres por la Paz y la Libertad.

## Obra

### Algunas publicaciones
- The Delinquent Child and the Home, 1912 (con Edith Abbott)
- Public Welfare Administration, 1927
- Women in the Twentieth Century, 1933
- The Family and the State, 1934

#### Adicionales obras
- The Wage-earning Woman and the State: a reply to Miss Minnie Bronson (1910)[3]

- Papers presented at the conferences held during the Chicago Child Welfare Exhibit, The Child in the City (New York, Amo Press, 1970 - reimpreso de la edición de 1912)

- Truancy and Non-Attendance in the Chicago Schools: a study of the social aspects of the compulsory education and child labor legislation of Illinois (1917)

- Madeline McDowell Breckinridge: a Leader in the New South. Chicago, Illinois: The University of Chicago Press, 1921.

- Family Welfare Work in the Metropolitan Community: selected case records (1924)

- Public Welfare Administration in the United States, select documents (1927)

- The Illinois adoption law and its administration (1928)

- The Ohio poor law and its administration ... and appendixes with selected decisions of the Ohio Supreme Court (1934)

- Public welfare administration, with special reference to the organization of state departments; outline and bibliography; supplementary to Public welfare administration in the United states: select documents (1934)

- Social work and the courts; select statutes and judicial decisions (1934)

- The development of poor relief legislation in Kansas, by Grace A. Browning... and appendixes with court decisions edited by Sophonisba P. Breckinridge (1935)

- The Michigan poor law: its development and administration with special reference to state provision for medical care of the indigent / por Isabel Campbell Bruce y Edith Eickhoff, editada con una nota introductoria y decisiones judiciales seleccionadas por Sophonisba P. Breckinridge (1936)

- Indiana poor law; its development and administration, with special reference to the provisions of state care for the sick poor (1936)

- The Tenements of Chicago, 1908–1935 (New York: Arno Press, 1970; reimpresión de la edición de 1936)

- The illegitimate child in Illinois, by Dorothy Frances Puttee ... and Mary Ruth Colby ... editó Sophonisba P. Breckinridge (1937)

- State administration of child welfare in Illinois (1937)

- The Illinois poor law and its administration (1939)

- The Stepfather in the Family (1940)